# Dancing with the Stars (31.ª temporada)
A trigésima primeira temporada de dançando com as estrelas estreou na Disney+ em 19 de setembro de 2022. Isso marca o primeiro show de competição ao vivo a ser exibido na plataforma de streaming. Tyra Banks retorna como anfitriã, com o ex-campeão Alfonso Ribeiro como co-anfitrião.

## Elenco

### Casais
Em 25 de agosto de 2022, foi relatado que Charli D'Amelio e sua mãe Heidi D'Amelio estariam competindo como celebridades participantes. Logo depois, Joseph Baena, Wayne Brady, Daniel Durant, Jordin Sparks, Gabby Windey, e Trevor Donovan foram todos considerados celebridades participantes. Charli e Heidi D'Amelio foram anunciados oficialmente como parte do elenco da temporada em 7 de setembro, com a lista completa de participantes de celebridades e suas parcerias oficialmente reveladas no Good Morning America no dia seguinte. Com 16 casais participando, esta temporada está empatada com a nona temporada para o maior elenco da história do programa.
Uma promoção para a temporada lançada em 18 de agosto apresenta os dançarinos profissionais Daniella Karagach, Pasha Pashkov, Artem Chigvintsev, Witney Carson, Brandon Armstrong e Cheryl Burke . Britt Stewart, Peta Murgatroyd, Emma Slater, Koko Iwasaki, Val Chmerkovskiy, Alan Bersten, Gleb Savchenko e Louis Van Amstel foram mais tarde revelados como o resto dos dançarinos profissionais da temporada. Mark Ballas foi anunciado como profissional em 8 de setembro. Sasha Farber originalmente estaria na trupe nesta temporada, porém mais tarde foi revelado que também retornaria como profissional. Sharna Burgess foi originalmente definida para ser uma dançarina profissional, mas em 31 de agosto, ela anunciou que saiu do elenco. Jenna Johnson e Lindsay Arnold estão de fora da temporada, devido a Johnson  que esta esperando seu primeiro filho e Arnold que esta querendo passar um tempo com sua família, respectivamente. Murgatroyd retorna ao time profissional depois de tirar a temporada anterior de folga. Iwasaki, que foi o vice-campeão da 14ª temporada de So You Think You Can Dance e se apresentou como parte do Dançando com as estrelas Live! – 2022 Tour, se junta ao show como profissional pela primeira vez. Van Amstel e Ballas retornam ao show após hiatos.
Em 26 de setembro de 2022, foi anunciado que Daniella Karagach tinha testado positivo para o COVID-19 e perderia a apresentação daquela noite. Alexis Warr a substituiu como parceira de dança de Joseph Baena por duas semanas.
| Celebridade         | Notabilidade (conhecida por)                   | Parceiro profissional                         | Status                                      | Ref.   |
| ------------------- | ---------------------------------------------- | --------------------------------------------- | ------------------------------------------- | ------ |
| Jason Lewis         | Ator de Sexo e a Cidade                        | Peta Murgatroyd                               | Eliminado 1º on September 19, 2022          | [ 24 ] |
| Teresa Giudice      | A estrela de The Real Housewives of New Jersey | Pasha Pashkov                                 | Eliminado em 2º lugar on September 26, 2022 | [ 25 ] |
| Cheryl Ladd         | Atriz e autora de Charlie's Angels             | Louis van Amstel                              | Eliminado em 3º lugar on October 3, 2022    | [ 26 ] |
| Sam Champion        | Bom dia, meteorologista da América             | Cheryl Burke                                  | Eliminado em 4º lugar on October 10, 2022   | [ 27 ] |
| Joseph Baena        | Fisiculturista profissional e ator             | Daniella Karagach Alexis Warr (semanas 2 e 3) | Participando                                |        |
| Selma Blair         | Atriz de cinema e televisão                    | Sasha Farber                                  | Participando                                |        |
| Wayne Brady         | Comediante, ator e personalidade de televisão  | Witney Carson                                 | Participando                                |        |
| Charli D'Amelio     | Personalidade de mídia social e dançarina      | Mark Ballas                                   | Participando                                |        |
| Heidi D'Amelio      | Personalidade de mídia social                  | Artem Chigvintsev                             | Participando                                |        |
| Jessie James Decker | cantor de música sertaneja                     | Alan Bersten                                  | Participando                                |        |
| Trevor Donovan      | Ator e modelo                                  | Emma Slater                                   | Participando                                |        |
| Daniel Durant       | Ator de cinema e televisão                     | Britt Stewart                                 | Participando                                |        |
| Vinny Guadagnino    | Estrela de Jersey Shore                        | Koko Iwasaki                                  | Participando                                |        |
| Shangela            | Drag queen e estrela de RuPaul's Drag Race     | Gleb Savchenko                                | Participando                                |        |
| Jordin Sparks       | Cantora, compositora e atriz                   | Brandon Armstrong                             | Participando                                |        |
| Gabby Windey        | A estrela da despedida                         | Val Chmerkovskiy                              | Participando                                |        |

### Anfitriões e jurados
Em 14 de julho de 2022, foi anunciado que Tyra Banks retornaria como apresentadora, com Len Goodman, Derek Hough, Carrie Ann Inaba e Bruno Tonioli retornando como juízes. Além disso, foi anunciado que o campeão da 19ª temporada, Alfonso Ribeiro, se juntaria ao programa ao lado de Banks como co-apresentador. Em maio de 2022, o juiz Tonioli revelou que deixaria a série britânica Strictly Come Dancing . Sendo  juiz desde a primeira temporada de Strictly em 2004, ele citou uma situação 'insustentável' (devido a viagens de ida e volta para cada show) como seu motivo para sair.

### Trupe de dança
A trupe de dança retorna para a 31ª temporada, pela primeira vez desde a 27ª temporada, e consiste no retorno do profissional Ezra Sosa e dos novos profissionais Kateryna Klishyna, Alexis Warr e D'Angelo Castro.

## Gráficos de pontuação
A pontuação mais alta a cada semana é indicada em bold green . A pontuação mais baixa de cada semana é indicada em italicized red .
| Casal            | Lugar | 1      | 2          | 3      | 4          | 5       | 5       |
| Casal            | Lugar | 1      | 2          | 3      | 4          | Noite 1 | Noite 2 |
| ---------------- | ----- | ------ | ---------- | ------ | ---------- | ------- | ------- |
| José e Daniela   |       | 23     | 24         | 29     | 28         |         |         |
| Selma e Sasha    |       | 28     | 28         | 28     | 32         |         |         |
| Wayne & Witney   |       | 29     | 32 [2]     | 33 [2] | 36 [2]     |         |         |
| Charli & Mark    |       | 32 [2] | 32 [2]     | 33 [2] | 36 [2]     |         |         |
| Heidi & Artem    |       | 24     | 28         | 32     | 34         |         |         |
| Jessie & Alan    |       | 20     | 25         | 26     | 31         |         |         |
| Trevor e Emma    |       | 21     | 30         | 27     | 28 [7]     |         |         |
| Daniel & Britt   |       | 27     | 29         | 31     | 29         |         |         |
| Vinny & Koko     |       | 17 [1] | 27         | 23 [1] | 29         |         |         |
| Shangela e Gleb  |       | 28     | 28         | 30     | 32         |         |         |
| Jordin & Brandon |       | 26     | 27         | 29     | 34         |         |         |
| Gabby & Val      |       | 28     | 32 [2]     | 33 [2] | 36 [2]     |         |         |
| Sam e Cheryl     | 13    | 20     | 26         | 25 [7] | 25 [1] [8] | 04 !    | 04 !    |
| Cheryl & Louis   | 14    | 21     | 21 [1] [7] | 24 [8] | 03 !       | 04 !    | 04 !    |
| Teresa e Paxá    | 15    | 20 [7] | 23 [8]     | 02 !   | 03 !       | 04 !    | 04 !    |
| Jason & Peta     | 16    | 18 [8] | 01 !       | 02 !   | 03 !       | 04 !    | 04 !    |

Notas 
- ↑Note 1 Esta foi a pontuação mais baixa da semana↑Nota 2 Esta foi a maior pontuação da semana ↑Nota 3 :     Este casal terminou em primeiro lugar ↑Nota 4 :     Este casal Terminou em segundo lugar ↑Nota 5 :     Este casal terminou em terceiro lugar.↑Nota 6 :     Este casal terminou em 4 lugar

↑Nota 7 :     Este casal ficou entre os dois últimos, mas não foi eliminado↑Nota 8 :     Este casal foi eliminado

### Desempenhos de pontuação mais altos e mais baixos
Os melhores e piores desempenhos em cada dança conforme a escala de 40 pontos dos juízes são os seguintes abaixo:
| Dança           | Maior pontuação dançarino(s) | Maior pontuação | Menor pontuação dançarino(s) | Mais baixo pontuação |
| --------------- | ---------------------------- | --------------- | ---------------------------- | -------------------- |
| Cha-cha-cha     | Gabby Windey                 | 33              | Jason Lewis                  | 18                   |
| Charleston      | Shangela                     | 32              | José Baena                   | 28                   |
| Contemporâneo   |                              |                 |                              |                      |
| Foxtrot         | Heidi D'Amelio               | 28              | Sam Campeão                  | 20                   |
| Jazz            | Wayne Brady Charli D'Amelio  | 36              | Jordin Sparks                | 34                   |
| Jive            | Wayne Brady                  | 32              | José Baena Teresa Giudice    | 23                   |
| Pasodoble       | Sam Campeão                  | 25              |                              |                      |
| Quick-step      | Gabby Windey                 | 36              | Trevor Donovan               | 21                   |
| Rumba           | Charli D'Amelio              | 33              | Vinny Guadagnino             | 23                   |
| Salsa           | Shangela                     | 28              | Vinny Guadagnino             | 17                   |
| Samba           | Vinny Guadagnino             | 29              | Sam Campeão                  | 25                   |
| Tango           | Wayne Brady                  | 33              | Teresa Giudice               | 20                   |
| Tango argentino | Heidi D'Amelio               | 32              | José Baena                   | 29                   |
| Valsa           |                              |                 |                              |                      |
| Valsa vienense  | Heidi D'Amelio               | 34              | José Baena                   | 24                   |

### Danças de maior e menor pontuação dos casais
As pontuações são baseadas em um máximo potencial de 40 pontos.
| Casal            | Dança(s) com maior pontuação | Dança(s) com pontuação mais baixa |
| ---------------- | ---------------------------- | --------------------------------- |
| José e Daniela   | Tango argentino (29)         | Jive (23)                         |
| Selma e Sasha    | Passo rápido (32)            | Jive, Rumba e Valsa Vienense (28) |
| Wayne & Witney   | Jazz (36)                    | Cha-cha-cha (29)                  |
| Charli & Mark    | Jazz (36)                    | Cha-cha-cha e Quickstep (32)      |
| Heidi & Artem    | Valsa vienense (34)          | Cha-cha-cha (24)                  |
| Jessie & Alan    | Jive (31)                    | Cha-cha-cha (20)                  |
| Trevor e Emma    | Rumba (30)                   | Passo rápido (21)                 |
| Daniel & Britt   | Rumba (31)                   | Tango (27)                        |
| Vinny & Koko     | Samba (29)                   | Salsa (17)                        |
| Shangela e Gleb  | Charleston (32)              | Quickstep e Salsa (28)            |
| Jordin & Brandon | Jazz (34)                    | Cha-cha-cha (26)                  |
| Gabby & Val      | Passo rápido (36)            | Jive (28)                         |
| Sam e Cheryl     | Valsa vienense (26)          | Foxtrote (20)                     |
| Cheryl & Louis   | Rumba (24)                   | Cha-cha-cha e Tango (21)          |
| Teresa e Paxá    | Jive (23)                    | Tango (20)                        |
| Jason & Peta     | Cha-cha-cha (18)             | Cha-cha-cha (18)                  |

## Pontuações semanais
As pontuações individuais dos juízes nas tabelas abaixo (dadas entre parênteses) estão listadas nesta ordem da esquerda para a direita: Carrie Ann Inaba, Len Goodman, Derek Hough, Bruno Tonioli .

### Semana 1: Festa da Noite de Estreia
Cada casal dançava cha-cha-cha, foxtrot, jive, quickstep, salsa, tango ou valsa vienense ao som de sua música favorita. Os casais são listados na ordem em que se apresentaram.
| Casal             | Pontuações      | Dança          | Música                                                                  | Resultado       |
| ----------------- | --------------- | -------------- | ----------------------------------------------------------------------- | --------------- |
| Jordin & Brandon  | 26 (7, 6, 6, 7) | Cha-cha-cha    | " Eu quero dançar com alguém (quem me ama) " - Whitney Houston          | Seguro          |
| Sam e Cheryl      | 20 (5, 5, 5, 5) | Foxtrot        | " Hold Me Closer " - Elton John e Britney Spears                        | Seguro          |
| Heidi & Artem     | 24 (6, 6, 6, 6) | Cha-cha-cha    | " Lady Marmalade " - Christina Aguilera, Lil' Kim, Mýa & Pink           | Seguro          |
| Daniel & Britt    | 27 (7, 6, 7, 7) | Tango          | " Barbra Streisand " - Molho de Pato                                    | Seguro          |
| Jessie & Alan     | 20 (5, 5, 5, 5) | Cha-cha-cha    | " Sweet Home Alabama " - Lynyrd Skynyrd                                 | Seguro          |
| Teresa e Paxá     | 20 (5, 5, 5, 5) | Tango          | " Encontramos o amor " - Rihanna & Calvin Harris                        | Dois inferiores |
| Wayne & Witney    | 29 (7, 7, 7, 8) | Cha-cha-cha    | " Ela é uma Bad Mama Jama (She's Built, She's Stacked) " - Carl Carlton | Seguro          |
| Cheryl & Louis    | 21 (6, 5, 5, 5) | Cha-cha-cha    | " Tenho que desistir " - Marvin Gaye                                    | Seguro          |
| Vinny & Koko      | 17 (4, 4, 5, 4) | salsa          | " Tití Me Preguntó " - Bad Bunny                                        | Seguro          |
| Shangela e Gleb   | 28 (7, 7, 7, 7) | salsa          | " Quando eu crescer " - As Pussycat Dolls                               | Seguro          |
| Trevor e Emma     | 21 (5, 5, 5, 6) | Passo rápido   | " Dançando comigo mesmo " - Billy Idol                                  | Seguro          |
| Gabby & Val       | 28 (7, 7, 7, 7) | Jive           | " Como Era " - Harry Styles                                             | Seguro          |
| Joseph & Daniella | 23 (6, 5, 6, 6) | Jive           | " Pump It " - Black Eyed Peas                                           | Seguro          |
| Jason & Peta      | 18 (5, 4, 4, 5) | Cha-cha-cha    | " Get Lucky " - Daft Punk, Pharrell Williams & Nile Rodgers             | Eliminado       |
| Selma e Sasha     | 28 (7, 7, 7, 7) | valsa vienense | " O momento da minha vida " - David Cook                                | Seguro          |
| Charli & Mark     | 32 (8, 8, 8, 8) | Cha-cha-cha    | " Savage (Major Lazer Remix)" - Megan Thee Stallion                     | Seguro          |

Votos dos juízes para salvar
- Carrie Ann: Teresa & Pasha
- Derek: Teresa & Pasha
- Bruno: Teresa & Paxá
- Len: Não votou, mas teria votado para salvar Teresa e Paxá

### Semana 2: Noite de Elvis
Cada casal executou uma dança de uma música de Elvis Presley . A rumba foi introduzida. Os casais são listados na ordem em que se apresentaram.
Daniella Karagach testou positivo para o COVID-19, então Joseph Baena se apresentou com Alexis Warr.
| Casal            | Pontuações      | Dança          | Música de Elvis                      | Resultado       |
| ---------------- | --------------- | -------------- | ------------------------------------ | --------------- |
| Jessie & Alan    | 25 (7, 6, 6, 6) | Foxtrot        | " Problema "                         | Seguro          |
| Jordin & Brandon | 27 (7, 6, 7, 7) | Passo rápido   | " Cão de Caça "                      | Seguro          |
| Sam e Cheryl     | 26 (6, 6, 7, 7) | valsa vienense | " Hotel desgosto "                   | Seguro          |
| Shangela e Gleb  | 28 (7, 7, 7, 7) | Passo rápido   | " Agitar, chocalhar e rolar "        | Seguro          |
| Teresa e Paxá    | 23 (6, 5, 6, 6) | Jive           | " Todos Arrepiados "                 | Eliminado       |
| Daniel & Britt   | 29 (7, 7, 7, 8) | Jive           | " Rei Crioulo "                      | Seguro          |
| Gabby & Val      | 32 (8, 8, 8, 8) | valsa vienense | " Não posso deixar de me apaixonar " | Seguro          |
| Vinny & Koko     | 27 (7, 6, 7, 7) | Passo rápido   | " Viva Las Vegas "                   | Seguro          |
| Charli & Mark    | 32 (8, 8, 8, 8) | Passo rápido   | " Bossa Nova Bebê "                  | Seguro          |
| Selma e Sasha    | 28 (7, 7, 7, 7) | Jive           | " Rocha da Prisão "                  | Seguro          |
| Cheryl & Louis   | 21 (5, 6, 5, 5) | Tango          | " Um pouco menos de conversa "       | Dois inferiores |
| José e Alexis    | 24 (6, 6, 6, 6) | valsa vienense | " Se eu posso sonhar "               | Seguro          |
| Heidi & Artem    | 28 (7, 7, 7, 7) | Foxtrot        | " Mentes Suspeitas "                 | Seguro          |
| Trevor e Emma    | 30 (7, 7, 8, 8) | Rumba          | " Sempre em minha mente "            | Seguro          |
| Wayne & Witney   | 32 (8, 8, 8, 8) | Jive           | " Amor Ardente "                     | Seguro          |

- Derek: Teresa & Pasha
- Bruno: Teresa & Paxá
- Carrie Ann: Cheryl & Louis
- Len: Cheryl & Louis (Já que os outros juízes não foram unânimes, Len, como juiz principal, tomou a decisão final de salvar Cheryl & Louis. )

### Semana 3: 60 anos de James Bond
Cada casal executou uma dança de uma música de um filme de James Bond . O tango Argentino e o samba foram introduzidos. Os casais são listados na ordem em que se apresentaram.
| Casal            | Pontuações      | Dança           | Música                                                              | filme de James Bond       | Resultado    |
| ---------------- | --------------- | --------------- | ------------------------------------------------------------------- | ------------------------- | ------------ |
| Charli & Mark    | 33 (8, 8, 8, 9) | Rumba           | " No Time to Die " - Billie Eilish                                  | Sem tempo para morrer     | Seguro       |
| Cheryl & Louis   | 24 (6, 6, 6, 6) | Rumba           | " Os diamantes são para sempre " - Shirley Bassey                   | Diamantes são para sempre | Eliminado    |
| Trevor e Emma    | 27 (7, 6, 7, 7) | Tango           | " Você sabe meu nome " - Chris Cornell                              | Casino Royale             | Seguro       |
| Daniel & Britt   | 31 (8, 7, 8, 8) | Rumba           | " O mundo não é suficiente " - Lixo                                 | O mundo não é o Bastante  | Seguro       |
| Jordin & Brandon | 29 (7, 7, 7, 8) | Rumba           | " Licença para Matar " — Gladys Knight                              | Licença para matar        | Seguro       |
| Sam e Cheryl     | 25 (6, 6, 6, 7) | Samba           | " Los Muertos Vivos Están " - Thomas Newman, com Tambuco            | Espectro                  | Dois Ultimos |
| Selma e Sasha    | 28 (7, 7, 7, 7) | Rumba           | " Somente para seus olhos " - Sheena Easton                         | Apenas para seus olhos    | Seguro       |
| Wayne & Witney   | 33 (8, 8, 8, 9) | Tango           | " O vínculo do nome. . . James Bond "— David Arnold & Nicholas Dodd | Casino Royale             | Seguro       |
| Vinny & Koko     | 23 (6, 5, 6, 6) | Rumba           | " Thunderball " - Tom Jones                                         | Thunderball               | Seguro       |
| Heidi & Artem    | 32 (8, 8, 8, 8) | tango argentino | " Outra maneira de morrer " - Jack White & Alicia Keys              | Quântico de consolo       | Seguro       |
| Shangela e Gleb  | 30 (8, 7, 7, 8) | Rumba           | " GoldenEye " - Tina Turner                                         | GoldenEye                 | Seguro       |
| Jessie & Alan    | 26 (6, 6, 7, 7) | Rumba           | " Goldfinger " - Shirley Bassey                                     | Dedo de ouro              | Seguro       |
| José e Alexis    | 29 (8, 7, 7, 7) | tango argentino | " Escrevendo na Parede " - Sam Smith                                | Espectro                  | Seguro       |
| Gabby & Val      | 33 (8, 8, 8, 9) | Cha-cha-cha     | " Morra Outro Dia " - Madonna                                       | Morra outro dia           | Seguro       |

Votos dos juízes para salvar
- Bruno: Sam & Cheryl
- Carrie Ann: Sam e Cheryl
- Derek: Sam e Cheryl
- Len: Não votou, mas teria votado para salvar Sam e Cheryl

### Semana 4: Noite Disney+
Cada casal executou uma dança de uma música de um filme ou série de televisão apresentada na Disney+ . O Charleston, o jazz e o paso doble foram introduzidos. Os casais são listados na ordem em que se apresentaram.
Jenifer Lewis cantou "Dig a Little Deeper" ao vivo para o Charleston de Shangela . A trupe de dança também fez coreografias para " Colômbia, Mi Encanto " de Encanto, " É assim que você sabe " de Encantada e " Tente tudo " de Zootopia .
| Casal             | Pontuações      | Dança          | Música                                                                                     | Filme/Série                             | Resultado    |
| ----------------- | --------------- | -------------- | ------------------------------------------------------------------------------------------ | --------------------------------------- | ------------ |
| Joseph & Daniella | 28 (7, 7, 7, 7) | charleston     | " A Star Is Born " - Lillias White, LaChanze, Roz Ryan, Cheryl Freeman & Vanéese Y. Thomas | Hércules                                | Seguro       |
| Sam e Cheryl      | 25 (7, 6, 6, 6) | Passo duplo    | " The Greatest Show " - Hugh Jackman, BriaAndChrissy, Keala Settle, Zac Efron & Zendaya    | O maior showman                         | Eliminado    |
| Jordin & Brandon  | 34 (9, 8, 8, 9) | Jazz           | " Lembre-se de mim " - Benjamin Bratt                                                      | Coco                                    | Seguro       |
| Wayne & Witney    | 36 (9, 9, 9, 9) | Jazz           | " Espere por isso " - Leslie Odom Jr.                                                      | Hamilton                                | Seguro       |
| Daniel & Britt    | 29 (7, 7, 7, 8) | Passo rápido   | " Finalmente Livre " — Joshua Bassett                                                      | High School Musical: O Musical: A Série | Seguro       |
| Shangela e Gleb   | 32 (8, 8, 8, 8) | charleston     | " Dig a Little Deeper " - Jenifer Lewis                                                    | A princesa e o Sapo                     | Seguro       |
| Heidi & Artem     | 34 (9, 8, 8, 9) | valsa vienense | " Chim Chim Cher-ee " - Dick Van Dyke e Julie Andrews                                      | Mary Poppins                            | Seguro       |
| Gabby & Val       | 36 (9, 9, 9, 9) | Passo rápido   | " Mr. Blue Sky " - Orquestra de Luz Elétrica                                               | Guardiões da Galáxia Vol. 2             | Seguro       |
| Trevor e Emma     | 28 (7, 7, 7, 7) | Samba          | " A vida é uma estrada " - Rascal Flatts                                                   | Carros                                  | Dois Ultimos |
| Vinny & Koko      | 29 (8, 7, 7, 7) | Samba          | " Il gatto e la volpe " - Edoardo Bennato                                                  | Lucas                                   | Seguro       |
| Selma e Sasha     | 32 (8, 8, 8, 8) | Passo rápido   | " The Muppet Show Theme " - Jim Henson & Sam Pottle                                        | O Espetáculo dos Muppets                | Seguro       |
| Jessie & Alan     | 31 (8, 7, 8, 8) | Jive           | " One Way Or Another " - Bette Midler, Sarah Jessica Parker & Kathy Najimy                 | Hocus Pocus 2                           | Seguro       |
| Charli & Mark     | 36 (9, 9, 9, 9) | Jazz           | " The Simpsons Main Title Theme " - Danny Elfman                                           | Os Simpsons                             | Seguro       |